# Chloromyia
Genre
Chloromyia est un genre d'insectes diptères brachycères de la famille des Stratiomyidae et de la sous-famille des Sarginae.

## Liste d'espèces
Selon BioLib (31 mars 2019) :
- Chloromyia bella (Loew, 1856)
- Chloromyia caeligera Lindner, 1939
- Chloromyia cingulata Lindner, 1972
- Chloromyia formosa (Scopoli, 1763)
- Chloromyia speciosa (Macquart, 1834)
- Chloromyia tuberculata James, 1952